# Émile Auguste Carolus-Duran

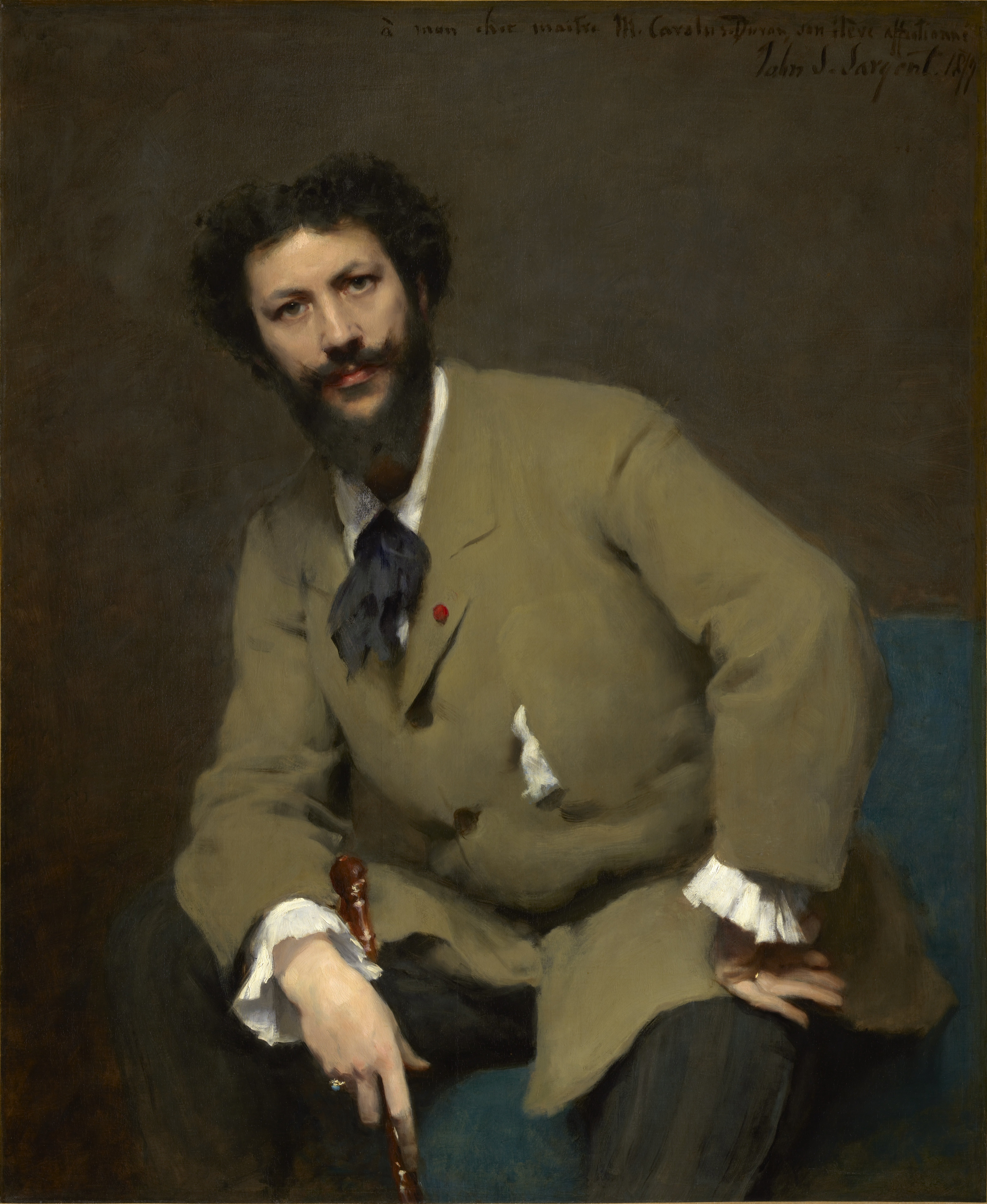
John Singer Sargent: Portrait of Carolus Duran

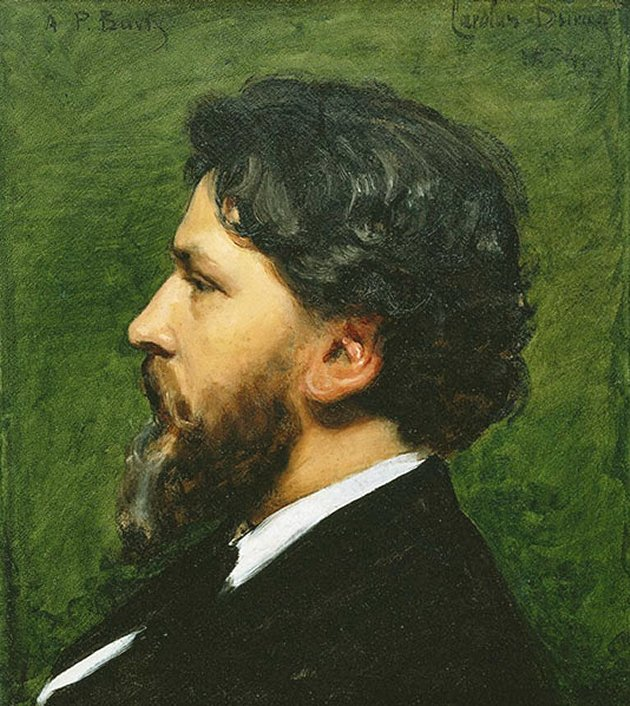
Carolus Duran: Portrait de Philippe Burty (1874)

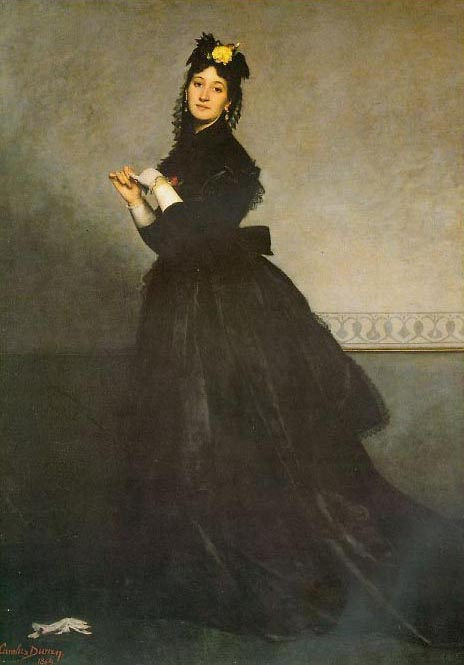
Carolus-Duran: La Dame au gant – Die Dame mit dem Handschuh, auch Portrait der Mme***, 1869

Charles Auguste Émile Durand (oder Durant) genannt Carolus-Duran (* 4. Juli 1837 in Lille; † 17. Februar 1917 in Paris) war ein französischer Maler. Sein Werk ist dem Realismus zuzuordnen.

## Biographie
Carolus-Duran besuchte in seiner Heimatstadt die Ecole municipale und fiel während dieser Zeit dem ortsansässigen Maler François Souchon auf. Dieser lud ihn zum Arbeiten in sein Atelier ein und verschaffte Carolus-Duran durch seine Fürsprache ein großzügiges Stipendium der Stadt Lille. Damit konnte Carolus-Duran seinen zweijährigen Aufenthalt in Paris finanzieren, wo er meist an der Académie Suisse arbeitete. In Paris legte sich Duran auch seinen Künstlernamen Carolus-Duran zu, den er bis an sein Lebensende beibehielt.
Carolus-Duran begann nach dem Beispiel Souchons mit dem Kopieren von Bildern im Louvre, namentlich von Leonardo da Vinci, wodurch er die Grundlage zu seiner Malweise legte. Nebenbei schuf er schon sehr eigenständige Werke, von denen Visite au convalescent 1860 beim Concours de Wicar ausgezeichnet wurde. Dieses Preisgeld ermöglichte es ihm, Ende 1861 eine ausgedehnte Studienreise nach Italien zu unternehmen.
Anfang 1861 hielt sich Carolus-Duran in Rom und Subiaco auf, wo er fast ausschließlich Szenen aus dem römischen Alltagsleben schuf. Am bekanntesten sind Das Abendgebet (Kloster San Francesco in Subiaco, 1863) und Der Ermordete (1865), eine düstere, naturalistische Studie. Das Jahr 1863 verbrachte er überwiegend in Venedig und besuchte 1864 für mehrere Wochen Pompeji. 1866 kehrte er nach Paris zurück.
Noch im selben Jahr erzielte er seinen künstlerischen Durchbruch mit seinem Werk L’Assassiné, das er beim Pariser Salon ausstellte und von seiner Heimatstadt erworben wurde. Ab dieser Zeit wirkte Carolus-Duran fast nur noch als Porträtmaler, wobei er im Gegensatz zu seinen Kollegen, wie Léon Bonnat oder Jean Jacques Henner, weniger die Eleganz der Dargestellten für seine Motive wählte, sondern die möglichst natürliche Charakteristik hervorhob. Anders als Gustave Courbet und Théodule Augustin Ribot gelang es Carolus-Duran, die Extravaganzen der Mode in karikierender Art und mit leuchtenden Farbkombination darzustellen.
Allein die Einnahmen durch den Verkauf von L’Assassiné ermöglichten Carolus-Duran eine längere Studienreise (1867/68) nach Spanien. Auf dieser Reise lernte er das Werk von Diego Velázquez kennen, von dem er sofort fasziniert war. Er kopierte viele Werke von Velázquez und begann eigene Werke in diesem Stil zu malen.
Nach seiner Rückkehr nach Paris heiratete er seine Kollegin Pauline Marie Croizette (1839–1912) und hatte mit ihr drei Kinder. Neben seinem Wohnhaus gründete er ein großes Atelier für sein eigenes Schaffen und für viele seiner Schüler.
Allein durch seine Porträts wurde Carolus-Duran in den nächsten Jahren zu einem der meistbeschäftigten Malern von Paris. Herausragende Beispiele dieser Porträtmalerei sind vor allem Portrait der Mme***, auch als Die Dame mit dem Handschuh bezeichnet, aus dem Jahr 1869 und Die Dame mit dem Hund (1870, Palais des Beaux-Arts de Lille). Porträt der Mme*** erhielt auf dem Pariser Salon des Jahres 1869 eine Medaille und wurde unmittelbar nach Ende der Ausstellung vom Musée du Luxembourg erworben. Diese Anerkennung führte dazu, dass er zu einem der gesuchtesten Porträtisten Frankreichs wurde. In diesen Jahren begann auch seine Freundschaft mit Édouard Manet und Zacharie Astruc.
Ab ungefähr 1875 widmete sich Carolus-Duran verstärkt wieder der Genre- und Historienmalerei, wobei er sich speziell Peter Paul Rubens und Paolo Veronese zum Vorbild nahm, ohne jedoch von seinem groben Naturalismus abzuweichen. In rascher Folge entstanden: Die Versuchung einer Heiligen, Die Betende (1875), Die Apotheose der Maria von Medici (1878, Deckengemälde für einen Saal des Palais du Luxembourg). 1879 ehrte der Pariser Salon das Lebenswerk von Carolus-Duran mit einer Ehrenmedaille.
1890 gründete Carolus-Duran zusammen mit seiner Ehefrau, Ernest Meissonier und anderen Kollegen die Société nationale des beaux-arts. Zehn Jahre avancierte er zum ständigen Mitglied der Jury der Pariser Künstlervereine; seine eigene Akademie wählt ihn zu ihrem Ehrenpräsidenten. 1904 wurde er zum Großoffizier der Ehrenlegion ernannt und als solcher im darauffolgenden Jahr zum Direktor der Académie de France à Rome.
Im Alter von 79 Jahren starb der Maler Emile Auguste Carolus-Duran am 17. Februar 1917 in Paris und fand auf dem Cimetière Saint-Léonce von Fréjus seine letzte Ruhestätte.

## Carolus-Duran als Lehrer

### Unterricht

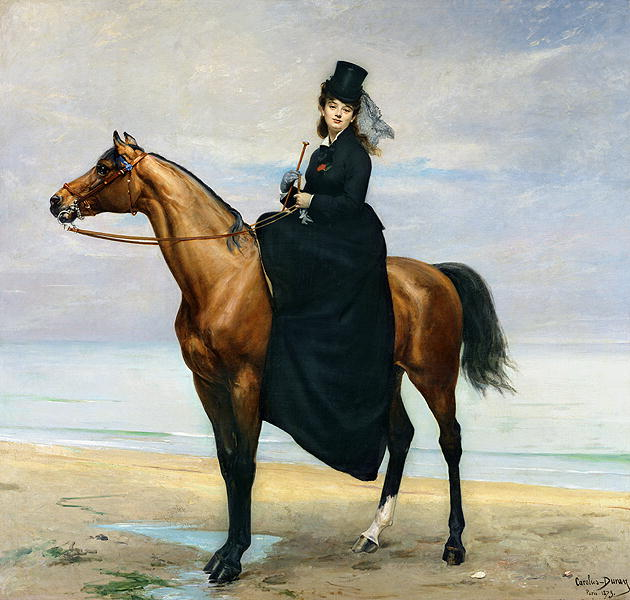
Porträt von Mademoiselle Croizette zu Pferde

Carolus-Duran begann erst 1873 mit dem Unterrichten. Er hatte sich zu dem Zeitpunkt noch nicht den Ruf erarbeitet, ein Lehrer zu sein, der seinen Schülern den Weg zu einer malerischen Karriere ebnet. Er stand außerdem in dem Ruf, eine Malweise zu lehren, die sich von den Methoden unterschieden, die an der École des Beaux-Arts unterrichtet wurde. Entsprechend bestanden seine Schüler überwiegend aus Ausländern, die weniger Wert auf den Zugang zur École des Beaux-Arts legten, aber von Carolus-Durants Ruf als Porträtist angezogen wurden.
Unterricht fand nur jeweils dienstags und freitags am Morgen statt. Jeder Schüler zahlte ihm 20 Französische Francs. Der Unterricht war eher informell gehalten, es gibt daher auch keine Unterlagen, aus denen hervorgeht, mit welchen anderen Schülern von Carolus-Duran John Singer Sargent, vermutlich sein wichtigster Schüler, gemeinsam unterrichtet wurde. Stanley Olson geht davon aus, dass das Ziel von Sargents Unterricht die Aufnahme an der École des Beaux-Arts war, da eine Ausbildung an dieser angesehenen Kunsthochschule jedem Absolvent Status verlieh und damit die Aussicht auf ein durch die Malerei erzielbares Einkommen verbesserte.
Zeichnungen waren aus Sicht von Carolus-Duran nebensächlich. Er war davon überzeugt, dass ein Bild der Natur aus nebeneinander liegenden, unterschiedlich farbigen Flächen bestand. Seine Herangehensweise bestand deshalb darin, auf einer nicht präparierten Leinwand zunächst mit Kohle rasch die wesentlichen Farbflächen zu markieren. Die Grundzeichnung wurde mit breiten Pinselstrichen ausgeführt, mit der die generelle Komposition des Gemäldes festgehalten wurden. Dann wurden die einzelnen Farbflächen mit gedämpften Tönen grundiert und davon ausgehend nacheinander die nächsten Farbtöne hinzugesetzt, so dass fast wie in einer mosaikartigen Zusammensetzung allmählich das Gemälde entstand. Jahre später wies Sargent darauf hin, wie viel ihm Carolus-Duran beigebracht hatte:

„Man musste zunächst die Farbwerte klassifizieren. Wenn man mit dem mittleren Farbton beginnt und sich von da aus zu den dunkelsten voranarbeitet – so dass man erst ganz am Ende die hellsten und die dunkelsten Töne setzt –, vermeidet man falsche Akzente. Es war Carolas, der mir das beigebracht hat....“

Carolus-Duran war außerdem ein großer Verehrer von Diego Velázquez. Er forderte seine Schüler regelmäßig auf, sich intensiv mit dem spanischen Maler des 17. Jahrhunderts auseinanderzusetzen.

### Schüler (Auswahl)
| - Henry Enfield (1849–nach 1910) - Louise Abbéma (1853–1927) - Joseph Bail (1862–1921) - James Carroll Beckwith (1852–1917) - Georges Bigot (1860–1927) - Ernest Ange Duez (1843–1896) - Mary Fairchild Low (1858–1946) | - Fanny Laurent Fleury (1848–1905) - Paul César Helleu (1859–1927) - Benoni Irwin (1840–1896) - Will Hicok Low (1853–1933) - Maximilien Luce (1858–1941) - Hamilton Minchin (1875–1931) - Anaïs Beauvais (1832–1898) | - Elizabeth Nourse (1859–1938) - Theodore Robinson (1852–1896) - Juana Romani (1869–1923) - John Singer Sargent (1856–1925) - Václav Sochor (1855–1935) - Robert Mowbray Stevenson (1847–1900) - Henry van de Velde (1863–1957) |

## Ehrungen
- 1872: Chevalier der Ehrenlegion
- 1878: Officier der Ehrenlegion
- 1889: Commandeur der Ehrenlegion
- 1890: Grand Officier der Ehrenlegion

## Werke (Auswahl)
- Portrait der Mme***. 1869.
- l’Assassine.
- Dame au gant.

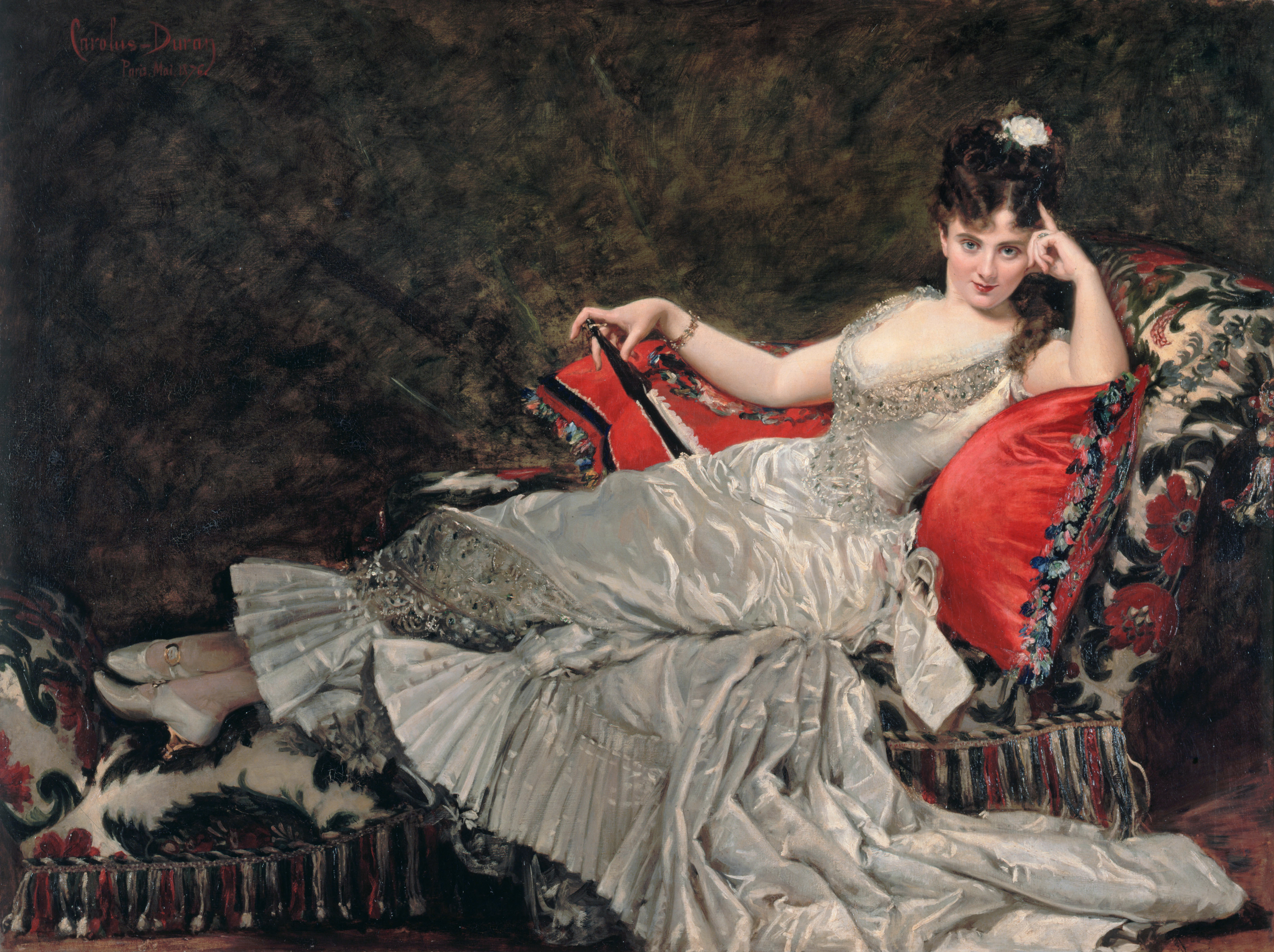
Mademoiselle de Lancey, 1876

- Die Versuchung einer Heiligen. 1875.
- Die Betende. 1875.
- Die Apotheose der Maria von Medici. 1882.
- Die Morgendämmerung und die Vision. 1883.
- Die Grablegung Christi. 1882.
- Das Abendgebet im Kloster San Francesco in Subiaco. 1863.
- Der Ermordete. 1865.
- Die Dame mit dem Hund. 1870.
- Das Kind in Blau. 1870.
- Madame Edgar Stern. 1890.
- Caroline Schermerhorn Astor. 1890.